# Episodi di SpongeBob (dodicesima stagione)
La dodicesima stagione di SpongeBob è stata trasmessa negli Stati Uniti tra l'11 novembre 2018 (15 giorni prima della morte del creatore della serie Stephen Hillenburg), e il 7 novembre 2020, mentre in Italia è andata in onda dal 20 maggio 2019 al 25 aprile 2021 su Nickelodeon e  dal 2020 anche su Super!, con la trasmissione di alcuni episodi inediti.
È stato prodotto in seguito uno spin-off dopo la fine della stagione: Plankton - Il Film
| Nº  | Nº | Titolo originale                 | Titolo italiano                                              | Prima TV          | Prima TV italiana           |
| --- | -- | -------------------------------- | ------------------------------------------------------------ | ----------------- | --------------------------- |
| 242 | 1  | FarmerBob                        | SpongeBob contadino                                          | 11 novembre 2018  | 20 maggio 2019              |
| 242 | 1  | Gary & Spot                      | Gary e Spot                                                  | 27 luglio 2019    | 8 giugno 2019               |
| 243 | 2  | The Nitwitting                   | I senza cervello                                             | 13 gennaio 2019   | 22 maggio 2019              |
| 243 | 2  | The Ballad of Filthy Muck        | La ballata del puzzoso                                       | 20 gennaio 2019   | 21 maggio 2019              |
| 244 | 3  | The Krusty Slammer               | Il Krusty carcere                                            | 27 gennaio 2019   | 23 maggio 2019              |
| 244 | 3  | Pineapple RV                     | Viaggio in ananas                                            | 17 luglio 2020    | 8 giugno 2019               |
| 245 | 4  | Gary's Got Legs                  | Gary ha le gambe                                             | 27 luglio 2019    | 16 giugno 2019              |
| 245 | 4  | King Plankton                    | Re Plankton                                                  | 22 giugno 2019    | 16 giugno 2019              |
| 246 | 5  | Plankton's Old Chum              | La giornata del Chum                                         | 30 novembre 2019  | 15 giugno 2019              |
| 246 | 5  | Stormy Weather                   | Temporale imprevisto                                         | 22 giugno 2019    | 15 giugno 2019              |
| 247 | 6  | Swamp Mates                      | Amici di palude                                              | 11 aprile 2020    | 24 agosto 2020              |
| 247 | 6  | One trick-sponge                 | Un trucchetto                                                | 11 aprile 2020    | 24 agosto 2020              |
| 248 | 7  | The Krusty Bucket                | Il Krusty Bucket                                             | 10 agosto 2019    | 28 ottobre 2019             |
| 248 | 7  | Squid's on a Bus                 | Squiddi autista d'autobus                                    | 28 settembre 2019 | 28 ottobre 2019             |
| 249 | 8  | Sandy's Nutty Nieces             | Nipotine pestifere                                           | 29 giugno 2019    | 5 novembre 2019             |
| 249 | 8  | Insecurity Guards                | Guardie di insicurezza                                       | 29 giugno 2019    | 5 novembre 2019             |
| 250 | 9  | Broken Alarm                     | La sveglia rotta                                             | 6 luglio 2019     | 6 novembre 2019             |
| 250 | 9  | Karen's Baby                     | Il piccolo di Karen                                          | 10 agosto 2019    | 6 novembre 2019             |
| 251 | 10 | Shell Games                      | Una casa per due                                             | 7 marzo 2020      | 25 agosto 2020              |
| 251 | 10 | Senior Discount                  | Rispettate gli anziani                                       | 6 luglio 2019     | 25 agosto 2020              |
| 252 | 11 | Mind the Gap                     | Lo spazio tra i denti                                        | 14 settembre 2019 | 29 ottobre 2019             |
| 252 | 11 | Dirty Bubble Returns             | Il ritorno di Dirty Bubble                                   | 23 novembre 2019  | 24 febbraio 2020            |
| 253 | 12 | Jolly Lodgers                    | Hotel da Incubo                                              | 7 marzo 2020      | 25 agosto 2020              |
| 253 | 12 | Biddy Sitting                    | Baby Prugna                                                  | 8 febbraio 2020   | 25 agosto 2020              |
| 254 | 13 | SpongeBob's Big Birthday Blowout | SpongeBob, una grandiosa festa di compleanno - prima parte   | 12 luglio 2019    | 13 luglio 2019              |
| 255 | 14 | SpongeBob's Big Birthday Blowout | SpongeBob, una grandiosa festa di compleanno - seconda parte | 12 luglio 2019    | 13 luglio 2019              |
| 256 | 15 | SpongeBob in RandomLand          | La consegna a Randomland                                     | 21 settembre 2019 | 29 ottobre 2019             |
| 256 | 15 | SpongeBob's Bad Habit            | Un brutto vizio                                              | 21 settembre 2019 | 29 ottobre 2019             |
| 257 | 16 | Handemonium                      | Mani-comio                                                   | 23 novembre 2019  | 25 febbraio 2020            |
| 257 | 16 | Breakin'                         | La pausa                                                     | 14 settembre 2019 | 29 ottobre 2019             |
| 258 | 17 | Boss for a Day                   | Capo per un giorno                                           | 17 luglio 2020    | 1 aprile 2022 (Nickelodeon) |
| 258 | 17 | The Goofy Newbie                 | Il nuovo assunto                                             | 28 settembre 2019 | 4 novembre 2019             |
| 259 | 18 | The Ghost of Plankton            | Il fantasma di Plankton                                      | 12 ottobre 2019   | 31 ottobre 2019             |
| 259 | 18 | My Two Krabses                   | I Due Krabs                                                  | 18 gennaio 2021   | 31 ottobre 2019             |
| 260 | 19 | Knock Knock, Who's There?        | Toc Toc, chi è?                                              | 23 aprile 2021    | 26 novembre 2021 (Super!)   |
| 260 | 19 | Pat Hearts Squid                 | Patrick ospita Squiddi                                       | 9 luglio 2021     | 26 novembre 2021 (Super!)   |
| 261 | 20 | Lighthouse Louie                 | Louie, la lumachina del faro                                 | 18 gennaio 2021   | 25 febbraio 2020            |
| 261 | 20 | Hiccup Plague                    | Singhiozzo contagioso                                        | 22 aprile 2022    | 30 gennaio 2022 (Super!)    |
| 262 | 21 | A Cabin in the Kelp              | La paura dell'iniziazione                                    | 12 ottobre 2019   | 26 febbraio 2020            |
| 262 | 21 | The Hankering                    | La voglia matta                                              | 30 novembre 2019  | 26 febbraio 2020            |
| 263 | 22 | Who R Zoo?                       | Lo zoo di SpongeBob                                          | 8 febbraio 2020   | 27 febbraio 2020            |
| 263 | 22 | Kwarantined Krab                 | Tutti in quarantena!                                         | 29 aprile 2022    | 2 dicembre 2021             |
| 264 | 23 | Plankton's Intern                | Stagista per Plankton                                        | 30 aprile 2021    | 21 marzo 2022               |
| 264 | 23 | Patrick's Tantrum                | La crisi di Patrick                                          | 25 febbraio 2022  | 21 marzo 2022               |
| 265 | 24 | Bubble Bass's Tab                | Il conto di Bubble Bass                                      | 9 aprile 2021     | 25 aprile 2021              |
| 265 | 24 | Kooky Cooks                      | Cenetta quasi perfetta                                       | 9 aprile 2021     | 25 aprile 2021              |
| 266 | 25 | Escape from Beneath Glove World  | Fuga da Glove World                                          | 18 gennaio 2020   | 26 agosto 2020              |
| 267 | 26 | Krusty Koncessionaries           | Krusty Krab ambulante                                        | 7 novembre 2020   | 25 aprile 2021              |
| 267 | 26 | Dream Hoppers                    | Di sogno in sogno                                            | 7 novembre 2020   | 25 aprile 2021              |

## SpongeBob Contadino
SpongeBob e Patrick vanno a lavorare per un giorno alla fattoria del vecchio Jenkins, con grande sgomento di quest'ultimo.

## Gary e Spot
Sandy racconta le avventure notturne di Gary e Spot.

## I senza cervello
Insieme a Patrick, SpongeBob si unisce ai Senza cervello, una società in cui è obbligatorio rinunciare momentaneamente al proprio cervello. I loro "approcci verso la civiltà" non convincono molto la spugna, che decide di diventare più stupido. Successivamente interviene Patrick, che vuole restituire il cervello, e quindi l'intelligenza, all'amico. Una volta riottenuto l'intelletto, SpongeBob incontra Sandy, che ha riparato i danni dei Senza cervello.

## La ballata del puzzoso
Patrick porta la propria sporcizia ad un nuovo estremo, giocando con la spazzatura e diventando irriconoscibile.

## Il Krusty carcere
Plankton viene arrestato e Mr. Krabs partorisce l'idea di trasformare il Krusty Krab in una prigione. Tuttavia non è soddisfatto delle azioni dei propri dipendenti, i quali hanno reso la prigione un luogo accogliente. Krabs viene poi arrestato e rinchiuso in gabbia per aver liberato i prigionieri prima della data stabilita e perciò Plankton lo sbeffeggia lanciandogli del chum.

## Viaggio in ananas
SpongeBob e Patrick rendono mobile la casa-ananas del primo, per accompagnare Squiddi in un viaggio verso un luogo in cui nasce un rarissimo fiore musicale.

## Gary ha le gambe
Per facilitare la mobilità di Gary, SpongeBob gli conferisce le sue gambe, e successivamente anche le braccia, che gli sarebbero ricresciute col tempo. Entusiasta, Gary inizia a prendersi cura del padrone, al che quest'ultimo perde l'uso dei propri arti per cui la lumaca è così costretta a sostituire SpongeBob al lavoro. Mr. Krabs va a casa di SpongeBob, scoprendo che è diventato letteralmente una lumaca, lo guarisce con un Krabby Patty e taglia braccia e gambe a Gary, riportando tutto alla normalità.

## Re Plankton
SpongeBob porta al Chum Bucket un acquario con dentro degli scimpanzé marini, temendo che Gary possa mangiarli se dovesse portarli a casa. Plankton se ne accorge e decide di rimpicciolirsi per entrare nell'acquario e diventare il re degli scimpanzé, così da poter esercitare il proprio dominio su di loro.

## La giornata del Chum
Plankton vuole disfarsi del Chum scaduto, ma una nuova legge lo vieta. Grazie all'aiuto di SpongeBob lo nasconde per tutta Bikini Bottom. Plankton viene beccato, ma SpongeBob lo salva inventando la "giornata del Chum". Plankton è così costretto a mangiare tutto il Chum presente a Bikini Bottom.

## Temporale imprevisto
SpongeBob fa amicizia con una piccola nuvola e tenta di proteggerla da un meteorologo che, ritenendola una minaccia, vuole aspirarla con un aspirapolvere.

## Amici di palude
Bubble Bass e Patrick devono salvare il giocattolo del primo caduto in una sporca palude, con SpongeBob che racconta la storia.

## Il trucchetto di SpongeBob
SpongeBob vuole mostrare i suoi nuovi trucchi di magia, ma nessuno dei suoi amici vuole assistere. Alla fine solo Patrick, ritornato da una palude, guarda lo spettacolo di magia di Spongy.

## Il Krusty Bucket
Plankton crea Plankrabs, un ibrido tra Plankton e Mr. Krabs, allo scopo di ottenere la formula segreta del Krabby Patty. La creatura prende non solo la ricetta, ma anche l'intero controllo del ristorante attraverso una semplice, ma molto rilassante, stretta di mano con Mr. Krabs. I due rivali dunque si alleano per cercare di eliminare Plankrabs, ma senza successo. Così i due vengono assunti al nuovo ristorante per pulire i bagni e ricominciano a litigare, distruggendo il luogo di lavoro. Alla vista del bagno distrutto, Plankrabs si divide in due e, per risolvere la situazione, Mr. Krabs porta i due Plankrabs a stringersi a vicenda, riuscendo a riprendere il controllo del Krusty Krab.

## Squiddi autista d'autobus
Squiddi decide di cambiare lavoro, diventando un autista di autobus. Tutto è tranquillo fino all'arrivo di SpongeBob e Patrick, che vogliono fare un giro.

## Nipotine pestifere
SpongeBob deve fare da babysitter alle figlie della sorella di Sandy: Macadamia, Nocciolina e Mandorla, le quali creeranno scompiglio al Krusty Krab, alla laguna e a casa di SpongeBob. Qui le nipotine cercheranno di uccidere Patrick e, per risolvere la situazione, la spugna fa giocare i quattro a braccio di ferro: grazie ad una irrefrenabile voglia di cibo, Patrick vincerà la sfida. Infine Sandy riesce a riportare in superficie le cuginette, attraverso un castello gonfiabile che si trasforma in un sottomarino.

## Guardie di insicurezza
SpongeBob e Patrick controllano il museo e cercano di fermare Squiddi intento ad esporci un proprio dipinto.

## La sveglia rotta
SpongeBob nota di avere la sveglia rotta, a causa della quale ha dormito troppo, e chiede a Patrick di ricostruirla. In seguito a molti prodotti fallimentari e ritardi al lavoro, SpongeBob rischia di essere licenziato, perciò costruisce una macchina che, sfruttando una reazione a catena, è in grado di svolgere le mansioni al suo posto, mentre lui stesso può dormire. La macchina va però in sovraccarico, tuttavia Mr. Krabs non lo licenzia e Patrick fornisce la sveglia "riparata".

## Il piccolo di Karen
Karen e Plankton ricevono un bambino per posta.

## Una casa per due
Patrick scopre che la sua casa è in realtà il guscio di una tartaruga marina di nome Tony che ha dormito per troppo tempo.

## Lo spazio tra i denti
Per zittire SpongeBob, Squiddi gli ripara i denti eliminando lo spazio tra di essi, che impediva alla spugna di produrre voce meravigliosa. Sfortunatamente, durante un concerto di SpongeBob lo spazio fra i denti si riforma, ma Squiddi lo richiude in tempo con una dentiera. Per evitare che accada di nuovo, Squiddi lo ripara con del cemento, ma la sera stessa si pente per aver reso la spugna tanto popolare da rubargli la scena e cerca di rimuovere il cemento, ma senza successo. Tuttavia sarà SpongeBob stesso a far ricomparire lo spazio scontrandosi con un sacco.

## Il ritorno di Dirty Bubble
Dopo aver scontato sei mesi di prigione, quando Dirty Bubble viene liberato ha un nuovo carattere e viene assunto al Krusty Krab. Col suo lavoro però, rischia di ritornare cattivo, ma SpongeBob scopre che può tornare buono se lavato. Una gomma da masticare lo fa tornare irrimediabilmente cattivo e risucchia SpongeBob. La spugna però lo cattura assorbendo dall'interno tutta l'acqua che Dirty Bubble ha succhiato, e riesce a farlo arrestare.

## Hotel da incubo
La casa di Squiddi è infestata da "ospiti indesiderati" e Squiddi è costretto ad abitare momentaneamente in un Hotel, con grande gioia del calamaro. Tuttavia SpongeBob e Patrick vanno a trovarlo e continuano a mettere il bastone fra le ruote rovinando il relax di Squiddi. Il duo spiega a Squiddi che ogni anno l'hotel è luogo di una convention sulle meduse. Allora Squiddi si traveste da medusa e fa scappare tutti i presenti con l'elettricità.

## Baby Prugna
SpongeBob e Patrick fondano la Squarepants and Star babysitting e, tra i clienti bisognosi, c'è Mary che chiede al duo di badare a qualcuno. I due non si rendono conto del fatto che l'ospite in questione è la madre di Mary (apparsa in "I venditori di cioccolato") fino a quando SpongeBob trova un bigliettino d'auguri. Intanto la nonnina scappa di casa e comincia a fare sport estremi mentre SpongeBob e Patrick vanno a cercarla. Giunti a uno stadio di pugilato, la nonnina picchia i due come vendetta sull'equivoco e infine si addormenta.

## SpongeBob, una grandiosa festa di compleanno
È il compleanno di SpongeBob, e Patchy il pirata tenta di andare a Bikini Bottom per fargli una sorpresa. Patrick intanto accompagna SpongeBob a visitare la superficie chiamata "SuperficieLandia" , e Sandy prepara le decorazioni per la festa, facendola iniziare senza preavviso. Tutti si uniscono alla festa, si esercitano a dire tanti auguri e distruggono la casa involontariamente. Al ritorno di SpongeBob, si scopre il regalo che voleva fare Patchy: cantare tutti insieme la sigla della serie a stile compleanno.

## La consegna a Randomland
SpongeBob e Squiddi devono fare una consegna a Randomland, la città più stramba del mondo. Arrivati a destinazione si scopre che è passato il limite medio di una consegna, e quindi l'ordine è gratis. I due verranno quindi sgridati da Mr. Krabs perché l'ordine è arrivato tardi e gratis.

## Un brutto vizio
All'improvviso, SpongeBob ha il vizio di mangiarsi le unghie e lo fa anche in pubblico. È perciò costretto a farsi visitare da un dottore. Alla fine si scopre che SpongeBob ha registrato le abitudini di Squiddi e si scopre altresì che il dottore in questione è Hans, la mano umana (comparso in L'attacco di schiuma della 1ª stagione). SpongeBob allora morde il dottore e Squiddi, spaventato dalla scena, si mangia le unghie dei tentacoli.

## Mani-comio
Per battere Mr. Krabs a braccio di ferro e rubare la ricetta segreta, Plankton dà vita al guanto del Chum Bucket, che però si ribella alla sua dittatura e distrugge la città. Perciò è costretto a collaborare con SpongeBob per fermare il guanto travestendosi da essa, con scarsi risultati. Sarà Hans a salvare Bikini Bottom e ammaestrare la creatura. Alla fine Plankton sostituisce il guanto con uno scarpone, che tuttavia spiaccica il copepode.

## La pausa
Spongebob fa la sua prima pausa per la prima volta scoprendo che Mr. Krabs possedeva una sala relax per dipendenti.

## Capo per un giorno
Mr. Krabs si fa male e affida il ruolo di capo a SpongeBob, il quale sconvolge il Krusty Krab e, tra le altre cose, obbliga Patrick a lavorare come cuoco. Più tardi, Patrick si licenzia perché il "capo" vuole che i panini vengano perfetti. Proprio in questo frangente, SpongeBob scopre che può creare sosia di esso tagliandosi la faccia. Dopo aver soddisfatto tutti, torna Patrick che si è ricordato di lavare il suo "posto di lavoro". Il vento farà volare tutti i sosia, tagliandoli col ventilatore e facendo scappare la clientela. Tutto ciò fa arrabbiare Mr. Krabs e alla fine obbliga SpongeBob a rimanere nello stesso ventilatore che ha bloccato la spugna per fermare la piaga.

## Il nuovo assunto
Scoprendo che può mangiare gelato gratis tutti i giorni, Patrick vuole assumersi alla Goofy Goobers. Non essendo abile nel fare le cose non a modo suo, SpongeBob lo aiuta col suo lavoro e i risultati sono positivi. Quando SpongeBob lo lascia per lavorare, Patrick ricomincia a mangiare tutti i gelati e mette in ibernazione l'intero pianeta per 5 miliardi di anni col cervello gelato. Dopo quel lasso di tempo, Patrick viene licenziato e decide di unirsi agli alieni gelato.

## Il fantasma di Plankton
Per rubare la formula segreta del Krabby Patty, Plankton viene ucciso volontariamente da Karen (in stile tubetto di dentifricio) per diventare un fantasma. Giunto al Krusty Krab, scopre che, essendo un fantasma, non può prendere le cose, compreso la ricetta. In quell'istante arriva l'Olandese Volante che vuole aiutare Plankton a renderlo un "vero" fantasma. Dopo aver scoperto che c'era un altro problema, Plankton, inseguito dall'Olandese Volante, torna al Chum Bucket sconfitto. In quel momento scopre che si sta tenendo un suo funerale e l'Olandese ne approfitta per far arrabbiare i partecipanti di esso usando il corpo del copepode. Alla fine, Plankton torna nel suo corpo, al costo di essere calpestato dalla folla inferocita a causa dello scherzo.

## Due Mr. Krabs
Mr. Krabs deve abbronzarsi per un appuntamento, e per farlo si toglie il guscio e posa il gelato di Squiddi, che si scioglie. SpongeBob crede che Krabs si sia sciolto e con del chum crea un abominio simile a Krabs. Intanto Mr. Krabs si accorge del guscio scomparso e va a cercarlo. All'improvviso a casa di Mr Krabs, Perla è imbarazzata come al solito, mentre SpongeBob e Patrick insegnano al nuovo Krabs le sue abitudini e lo portano all'appuntamento con la signora Puff. Lì arriva il vero Krabs e combatte con il mostro. Alla fine la Puff rimette a posto il corpo di Mr. Krabs e i due riprendono il loro appuntamento.

## Toc toc, chi è?
Mr. Krabs affida a SpongeBob il compito di controllare la sua casa.

## Patrick ospita Squiddi
SpongeBob e Patrick stanno giocando nel fango, infastidendo Squiddi. Grida loro, ma si sporge troppo, facendo ribaltare e rompere la sua casa. SpongeBob gli offre di restare con Patrick, ma lui rifiuta. Squiddi allestisce una tenda fuori dove si trovava la sua casa e si prepara per andare a letto, ma viene disturbato dalla pioggia e dal vento, ed è costretto ad andare a casa di Patrick per passare la notte. Patrick è contento che Squiddi sia venuto a vivere con lui. Gli dà una stanza e va a dormire sul soffitto. Squiddi si sta già addormentando mentre Patrick sbava su di lui irritandolo. La mattina dopo, equipaggia la casa a suo piacimento. Prepara una colazione gourmet e insegna a Patrick come mangiare correttamente, fare giardinaggio e suonare il clarinetto. In questo momento, Patrick cambia e diventa come Squiddi. Cominciano a suonare il clarinetto in pubblico e poi dipingono, ma nessuno compra i quadri di Squiddi. Patrick, al contrario, li smonta come una torta. Squiddi arrabbiato, inizia quindi a ballare, ma a nessuno del pubblico piace la sua danza e inizia a lanciargli pomodori. Inoltre, il signor Krabs osserva il cambiamento di Patrick. SpongeBob dice a Squiddi un'idea su come riavere tutto indietro: deve diventare a sua volta Patrick. Squiddi si rallegra di questa idea e la mattina dopo la incarna. Quando Patrick vede questo, si arrabbia, perché Squiddi ha rosicchiato il suo clarinetto e le sue altre cose preziose. Inoltre, cerca di insegnare a Squiddi le buone maniere, ma non ci riesce. Successivamente, Squiddi gioca nel fango con SpongeBob e in quel momento Patrick si ricorda chi è e si unisce ai suoi amici. L'elicottero porta la casa di Squiddi, ma sfortunatamente crolla di nuovo, colpendo la casa di Patrick. Ora Squiddi e Patrick si trasferiscono a casa di SpongeBob, provocando il crollo di Squiddi urlando.

## Louie, la lumachina del faro
Mettendo in ordine il faro della signora Puff, SpongeBob trova la lumaca Louie.

## Singhiozzo Contagioso
A Bikini Bottom arriva un grosso singhiozzo contagioso causato da due bambini.

## Lo zoo di SpongeBob
SpongeBob viene bandito dallo zoo per essere entrato nei recinti degli animali in continuazione, e così, grazie a un consiglio di Patrick, crea il suo zoo personale fatto di bolle, ma all'improvviso Squiddi distrugge lo zoo e gli animali realizzati con le bolle distruggono Bikini Bottom ma Spongebob chiama gli animali dello zoo originale a salvare la situazione e il guardiano dello zoo lo perdona facendogli togliere il divieto e la spugna promette di non deludere il guardiano.

## Tutti in quarantena!
Il Krusty Krab viene messo in quarantena dopo che l'ispettore sanitario rileva una malattia al suo interno. Mr. Krabs, SpongeBob, Patrick, Squiddi, la signora Puff, Perla e Plankton sono così costretti a rimanere chiusi dentro per l'eternità, ma Plankton decide di scappare e viene incenerito. Uno dopo l'altro, le creature marine sembrano presentare sintomi della misteriosa malattia, e sono perciò rinchiusi nel freezer. Si scoprirà che nessuno dei personaggi rinchiusi è malato, e che quindi sia Mr. Krabs, l'unico rimasto fuori dal freezer, ad avere la malattia. Il gruppo allora escono dal freezer e cercano di fermare Mr. Krabs, che nel frattempo riesce a contagiare tutti. Alla fine, l'ispettore sanitario scopre che non erano tutti in quarantena, ma scopre che sono veramente infettati, così rinchiude il Krusty Krab in una cassa e lo butta sul Chum Bucket.

## La paura dell'iniziazione
Perla teme qualche scherzo di iniziazione.

## La voglia matta
Mister Krabs ha voglia di Chum e, pur di strafogarsi, da la formula segreta a Plankton.

## Stagista per Plankton
Plankton ha bisogno di aiuto per rubare la formula segreta, quindi assume uno stagista, Perla, che sa più cose sul signor Krabs di chiunque altro. SpongeBob quindi chiama Krabs e gli dice di andare al Krusty Krab. Alla fine, si vedrà  il primo stagista di Plankton, Patrick, che si è clonato.

## La crisi di Patrick
Ogni volta che Patrick sente una campana, impazzisce.

## Il conto di Bubble Bass
In questo episodio, Bubble Bass non paga il conto dopo aver ordinato del cibo al Krusty Krab, quindi il signor Krabs manda SpongeBob e Squiddi a casa sua per cercare di farlo pagare.

## Cenetta quasi perfetta
La signora Puff pensa che il signor Krabs sia troppo a buon mercato, quindi assume SpongeBob, Perla e Squiddi come camerieri per impressionarla.

## Fuga da Glove World
SpongeBob e Patrick vanno a Glove World. Dopo aver sentito l'inno ufficiale del parco dei divertimenti, Patrick rompe accidentalmente il proprietario del parco (rivelandosi un robot) e, insieme a SpongeBob, viene messo nella prigione di Glove World, con grande gioia del duo. Incontrano poi dei bambini che hanno avuto la stessa fine non rispettando le regole e, grazie ad essi, SpongeBob e Patrick fuggono. Inseguiti da un bambino, il duo viene scambiato per degli scienziati e assistono a un prototipo di Sock World. Dopo la scoperta, il duo si accorge che il bambino ha preso il controllo del corpo del proprietario robot e cercano di prenderlo. La testa del proprietario si accorge del "furto", insegue il "ladro", il "killer" e SpongeBob, per poi catapultarli nel prototipo di Sock World. Lì, trovati i furfanti, arriva il vero proprietario che si complimenta con SpongeBob e Patrick per aver sventato un piano losco che poteva sconvolgere l'intero parco dei divertimenti per sempre e, come ringraziamento, promuove il duo come visitatori VIP.

## Il Krusty Krub ambulante
Mr. Krabs, SpongeBob e Squiddi partecipano ad un concerto, Squiddi si accorge che il suo più grande idolo (che sarebbe un altro polpo di nome Claire St. Clare) suona il clarinetto dei suoi sogni. Cerca quindi di suonare il Clarinetto, mentre SpongeBob prova un piano per vendere i Krabby Patty e Mr. Krabs pensa come guadagnare, come al solito, tanti soldi pubblicizzando un cartello per andare al Krusty Krab.

## Di sogno in sogno
SpongeBob si avventura nei sogni di Patrick e Squiddi per cacciare Dream Krabby Patty.